# Полурусская история
Полурусская история (ивр. סיפור חצי רוסי‎) — израильский драматический фильм 2006 года режиссёра Эйтана Аннера. Был представлен на 28-м Московском международном кинофестивале.

## В ролях
- Евгения Додина — Юлия
- Ави Кушнир — Рами
- Оксана Коростышевская — Лена
- Кирилл Сафонов — Роман
- Владимир Волов — Хен
- Валерия Воеводин — Натали
- Таля Раз — Шарон
- Дэвид Коген — Артур
- Лирон Альцеркий — Эсти
- Даниэль Фридман — Шааф
- Авиэль Коэн — Стас

## Список литературы
1. ↑  28th Moscow International Film Festival (2006). MIFF. Дата обращения: 21 апреля 2013. Архивировано 21 апреля 2013 года.